# John Taylor (zenész)
Nigel John Taylor (Solihull, Warwickshire, 1960. június 20. –) angol zenész, énekes, dalszerző, producer és színész, aki a Duran Duran, egy brit new wave együttes basszusgitárosaként és alapítótagjaként ismert. A Duran Duran a világ egyik legnépszerűbb zenekara volt az 1980-as években, részben forradalmi zenei videóiknak köszönhetően, amelyek az MTV korai napjaiban nagy forgásban játszottak.

## Pályafutása
Taylor az alapításától 1978-tól 1997-ig játszott Duran Duranban, amikor távozott, hogy önálló felvételi és filmes karriert folytasson. A következő négy évben a B5 Records kiadóján keresztül egy tucat szóló kiadást (albumot, középlemezt és videóprojektet) rögzített. Főszereplő volt a Sugar Town című filmben, és fél tucat másik filmprojektben lépett fel. 2001-ben újra csatlakozott Duran Duranhoz a csoport eredeti öt tagjának újraegyesítéséhez, és azóta is az együttes tagja. A Duran Duran jelenlegi állandó tagjai Simon Le Bon, Taylor, Nick Rhodes és Roger Taylor. 2022-ben a Duran Duran tagjaként beiktatták a Rock and Roll Hall of Fame-be.
Tagja volt a The Power Station és a Neurotic Outsiders supergroupoknak is.

## Diszkográfia
A discogs adatai alapján.

### Stúdióalbumok
- Feelings Are Good and Other Lies (1997)
- Résumé (Jonathan Eliasszal) (1999)
- Meltdown (1999)
- The Japan Album (1999)
- Techno for Two (2001)
- MetaFour (2002)

### Duran Duran
- Duran Duran (1981)
- Rio (1982)
- Seven and the Ragged Tiger (1983)
- Notorious (1986)
- Big Thing (1988)
- Liberty (1990)
- The Wedding Album (1993)
- Thank You (1995)
- Medazzaland (1997)
- Astronaut (2004)
- Red Carpet Massacre (2007)
- All You Need Is Now (2010)
- Paper Gods (2015)
- Future Past (2021)
- Danse Macabre (2023)

### The Power Station
- The Power Station (1985)
- Living in Fear (1996)

### Neurotic Outsiders
- Neurotic Outsiders (1996)

### Koncertalbumok
- (:live cuts) (2000)

### Válogatásalbumok
- Only After Dark with Nick Rhodes (2006)

### Zenei díszdobozok
- Retreat into Art (2001)

### Középlemezek
- Autodidact (1997)
- The Japan EP (2000)
- Terroristen: Live at the Roxy (2001)

### Filmzene
- "I Do What I Do" (9 és ½ hét) (1985)

## Filmográfia
| Év   | Film                                     | Szerep                    |
| ---- | ---------------------------------------- | ------------------------- |
| 1999 | Sugar Town                               | Clive                     |
| 2000 | Haláli blöff                             | Dick                      |
| 2000 | A Flintstone család 2. – Viva Rock Vegas | Keith Richrock            |
| 2000 | A díva karácsonyi éneke                  | Elmúlt karácsony szelleme |
| 2001 | Halálos hullámhossz                      | Jimmy Blitz               |
| 2001 | Vegas, City of Dreams                    | Byron Lord                |